# يفغيني كوفال
يفغيني كوفال (بالروسية: Коваль, Евгений Анатольевич)‏ هو لاعب كرة قدم روسي في مركز الدفاع، ولد في 17 يناير 1973. لعب مع دينامو ستافروبول.